# منبع دست دوم
منبع دست دوم یا ثانویه (به انگلیسی: Secondary source) در تاریخ‌نگاری و روزنامه‌نگاری، به منبعی گفته می‌شود که بر پایهٔ منابع دست اول نوشته می‌شود. منابع دست دوم به اطلاعات و رویدادهایی می‌پردازند که پیش‌تر به طریقی ارائه شده‌اند.

## ویژگی‌های منبع دست دوم
- منبع دست دوم از روی منابع اولیه ساخته می‌شود. منابع ثانویه لزوماً دارای بخش منابع و مأخذ نیستند، اما باید دلیلی داشته باشیم که باور کنیم این منبع اطلاعاتش را بر پایهٔ منابع پیشین می‌سازد و نه بر پایهٔ موارد تازهٔ دیگر. برای نمونه، نامه‌های عاشقانهٔ صد سال پیش که در یک موزه به نمایش درآمده‌اند، منابع اولیه هستند؛ یک منبع ثانویه ممکن است محتوای این نامه‌ها را تحلیل کند. این واقعیت که تحلیل برپایهٔ محتوای این نامه‌ها نوشته شده است ممکن است از روی توصیف منبع مشهود باشد، حتی اگر در منبع پاورقی‌ای در این‌باره نداشته باشیم.
- منبع دست دوم در این موارد تفاوت‌های مهمی با منبع دست اول دارد: یادداشت‌های یک گزارشگر (که هنوز منتشر نشده است) یک منبع اولیه است، و گزارش‌های خبری منتشرشده برپایهٔ یادداشت‌های این گزارشگر توسط خود او همچنان منبع اولیه خواهد بود. چراکه تنها هدف آن یادداشت‌ها تولید گزارش خبری است. اگر خبرنگار دیگری در آینده ده‌ها مورد از این خبرها را بخواند و از آن‌ها برای نوشتن یک کتاب در مورد یک رویداد مهم استفاده کند، آن‌گاه کتاب حاصل یک منبع ثانویه خواهد بود. این تفاوت برپایهٔ زمان سپری‌شده یا فاصلهٔ جغرافیایی نیست.
- منبع دست دوم معمولاً تحلیل، دیدگاه، بررسی، مفهوم و تفسیر ارائه می‌دهد. منابع ثانویهٔ قابل اطمینان و خوش‌نام معمولاً بر پایهٔ بیشتر از یک منبع اولیه هستند. منابع ثانویهٔ باکیفیت اغلب چندین منبع اولیه را با توجه به کیفیت منابع اولیه از دید کارشناسان سنتز می‌کنند. این کار به ما کمک می‌کند مطلب را به تناسب اهمیت واقعی آن در منابع ارائه دهیم و نه به تناسب میزان بودجه‌های تبلیغاتی آن منابع.

### دسته‌بندی منابع
| شخص                 | مثال ساده |
| ------------------- | --- |
| مطالب منابع دست اول | - حکایت یک رویداد، نوشته‌شده به دست شاهدان عینی. - نتیجه‌گیری‌های بدیع در گزارش‌های علمی. - پرونده‌های دادگاه، اسناد قانونی و پتنت‌ها. - سخن‌رانی‌های سیاست‌مداران یا فعالان در زمینهٔ دیدگاه‌ها و اهدافشان  |
| مطالب منابع دست دوم | - مقالهٔ یک مجله برپایهٔ گزارش‌های رسانه‌های دیگر - کتابی در مورد یک رویداد تاریخی که برپایهٔ نامه‌ها و خاطرات نوشته شده است - بازبینی سامانمند، یا بازبینی ادبی که حاصل ترکیب نتایج تحقیقات قبلی باشد. |
| مطالب منابع دست سوم | - دانشنامه یا فرهنگ نوین - کتابی دربارهٔ یک رویداد تاریخی که کاملاً برپایهٔ کتاب‌های دیگری که در مورد آن موضوع هستند باشد - بیشتر کتاب‌های درسی تاریخی و علمی که برای کودکان نوشته می‌شوند              |